# Federazione calcistica della Papua Nuova Guinea
La Federazione calcistica della Papua Nuova Guinea (in inglese Papua New Guinea Football Association, acronimo PNGFA) è l'ente che governa il calcio in Papua Nuova Guinea.
Fondata nel 1962, si affiliò alla FIFA nel 1963, e all'OFC nel 1966. Ha sede a Lae e controlla il campionato nazionale, la coppa nazionale e la Nazionale del paese.